# XV Premis Cinematogràfics José María Forqué
La cerimònia dels XV Premis Cinematogràfics José María Forqué es va celebrar al Palau de Congressos de Madrid el 28 de gener de 2010. Es tracta d'uns guardons atorgats anualment des de 1996 per l'EGEDA com a reconeixement a les millors produccions cinematogràfiques espanyoles pels seus valors tècnics i artístics produïdes entre l'1 de gener i el 31 de desembre de 2009.
La gala fou presentada per Alex O'Dogherty i Mar Flores, va gaudir de les actuacions d'Umbilical Brothers i el ballarí "Francisco Jackson". Fou dirigida per Juan Estelrich Revesz. Fou presidida per la ministra de cultura Ángeles González Sinde. En aquesta edició es van entregar dos nous premis, un al millor actor i un altre a la millor actriu.

## Nominacions i premis
Els nominats i guanyadors d'aquesta edició foren: 
| Millor pel·lícula                                                                                | Millor documental o animació                                                                              |
| ------------------------------------------------------------------------------------------------ | --- |
| - Celda 211 - Yo, también - El secreto de sus ojos - Agora - El baile de la Victoria             | - Planet 51 de Carles Bosch                                                                               |
| Millor actor                                                                                     | Millor actriu                                                                                             |
| - Luis Tosar per Celda 211 - Marc Soto per Petit indi - Ricardo Darín per El secreto de sus ojos | - Lola Dueñas per Yo, también - Leticia Herrero per Gordos - Nausicaa Bonnín per Tres dies amb la família |
| Medalla d'honor                                                                                  | |
| Julio Fernández Rodríguez                                                                        | |